# ウィズ原宿
ウィズ原宿（ウィズはらじゅく、WITH HARAJUKU）は、東京都渋谷区神宮前一丁目の原宿駅前にある再開発で建設された複合施設。

## 概要

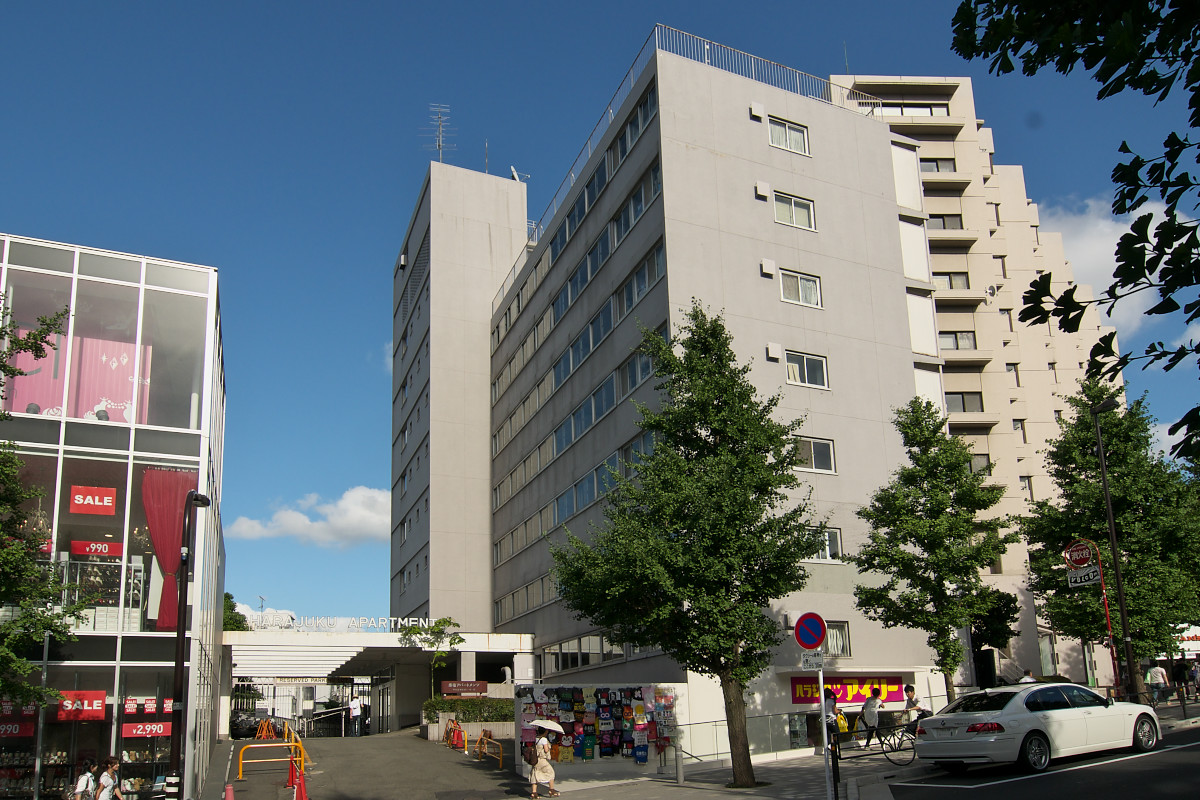
原宿アパートメンツ（2010年撮影）

原宿アパートメンツ（1959年〈昭和34年）竣工）や原宿第一マンションズ（1979年〈昭和54年〉竣工）を含む複数の敷地を一体的に建替え、併せて建築主のNTT都市開発による新たな都心のフラッグシップとなる複合商業施設として計画され、新型コロナウイルスの感染拡大に伴う、日本政府の緊急事態宣言及び東京都知事からの要請を受け、開業は2度延期されたが、2020年（令和2年）6月5日から順次開業し、25日には全店舗が開業を迎えた。原宿エリアでは最大規模の商業施設で、新たなランドマークとして注目を集めている。
表参道と竹下通りの間に位置する施設は『未来を紡ぐ“たまり場”』をコンセプトに原宿駅前に接する「南敷地」と、竹下通りに通じる「北敷地」に整備され、南敷地には地下3階・地上10階建てのビル、北敷地には地下1階・地上2階の低層ビルが建てられ、「神宮の森」に隣接する立地から建物には木や石などが多用されている。1階には半屋外のパサージュ型の貫通通路「WITH HARJUKU STREET（ウィズ原宿ストリート）」があり、原宿駅前から竹下通りに接続している。
低層部には5層にわたる立体的なストリート沿いに、ショップや飲食店、ホール、コワーキングスペース等を配し、高層部には神宮の森を一望するレジデンスを設けた。
また高低差約8メートルある複雑な地形を利用して整備された立体的な回遊通路「パサージュ」が建物を縦横に貫通し、その半屋外のアーケード型通路を活かし、どこからもにぎわいと自然を感じることができる空間が形作られた。 このパサージュは神宮の森のクールアイランド（低温域）現象により、年間を通して明治神宮から流れる冷涼な卓越風を取り込み、心地良い風速でパサージュやテラス（後述）を通過させ、周辺の住商混合地域へ0.5℃～1℃の冷涼な空気を導く役割も担っている。
3階テラスの原宿駅側には、フランス人のアーティスト Xavier Veilhan(グザヴィエ・ヴェイヤン) によるアートワーク作品「La Statue de Harajuku」が設置されている。神宮の森の深い緑に対比して、鮮やかなオレンジ色に着彩された人物と鳥が台座の上に載り、来館者が手に触れることができる。待ち合いの場としても人気のある彫刻作品である。
竹下通り側には、江戸時代にこの敷地にあった「源氏山」を再生し、屋上緑化テラスを階段状に地上から5階屋上テラスまで積層している。テラスは夜間まで一般開放されており、パサージュから直接アクセスが可能である。豊富な緑と眺望にすぐれた休憩の場であるとともに、イベントなど多様な利用がされている。なかでも3階テラスからは原宿、表参道の街並みや、遠方の新宿、六本木方面のビル群まで眺望を楽しむことができる。ここでの植生は、対面する神宮の森の生態系への影響を抑えるため、外来種はなく、東京地域の在来種に限定して東京本来の緑地を再現している。
これまで原宿は狭小なスケールの建物が並び、独自のストリート文化を産んできた。このストリートをつなげる位置に、パサージュとテラスを組み合わせ、人が集えるまとまった規模の緑地と公共空間が生まれたことになる。これまでのインテリア化した閉鎖的商業施設とは異なり、複合商業施設に自然豊かな公共空間を導入した路面店的建築が、原宿の街路空間のネットワークを拡張したことにより、今後も街全体の回遊性も高まることが期待されている。

## フロア構成
- 4階～10階 - WITH HARAJUKU RESIDENCE
- 8階 - 資生堂パーラー ザ・ハラジュク
- 3階 - ホール「WITH HARAJUKU HALL」・レストラン、シェアスペース「LIFORK 原宿」、広場「WITH HARAJUKU PARK」
- 地下1階～地上2階 - 各店舗
- 地下2階 - 駐車場

### 店舗
「Aux Bacchanales（オーバカナル）」、「IKEA」、大型店舗の「ユニクロ原宿店」、「資生堂パーラー」などが出店した。
イケア原宿
1階から2階に入り原宿駅前の通りから直接入店できる。売り場面積は約2500平方メートル、家具は約1000アイテムを取りそろえる。これまで郊外に直営の大型店を構え、主に車で来店する家族客や新生活需要を取り込んできたイケアとしては、国内初となる都心型の店舗で、同社の戦略を大きく変える象徴といえる店舗である。1階にはコーヒースタンドを併設する国内初の売り場「スウェーデンコンビニ」、2階には152席（当面の間は40席）の「スウェーデンカフェ」も展開している。
ユニクロ原宿店
原宿エリアには8年ぶりの出店で、既存店を「さらに進化させた」店舗となる。店舗は地下1階～地上1階の2フロアで、売り場面積は約600坪。取り扱いは、メンズ・ウィメンズ。
H&M原宿店
2024年4月18日に開店。原宿からは、2年前に撤退しており、再出店となった。1〜2階、中1階の3フロアで展開。国内では初めて女性向け商品に特化している。
資生堂パーラー ザ・ハラジュク
8階に入り店舗面積は約106坪。インテリアは寝台列車「トワイライトエクスプレス瑞風」を監修した建築家・インテリアデザイナーの浦一也、ラウンジに設置の壁面ガラスアートはガラスデザイナーの板橋一広がそれぞれ担当した。また明治神宮のケヤキの木と「清正井（きよまさのいど）」を表した食器は、新潟の大橋洋食器が木材、ガラス加工の業者と連携して納入した。
各フロア紹介

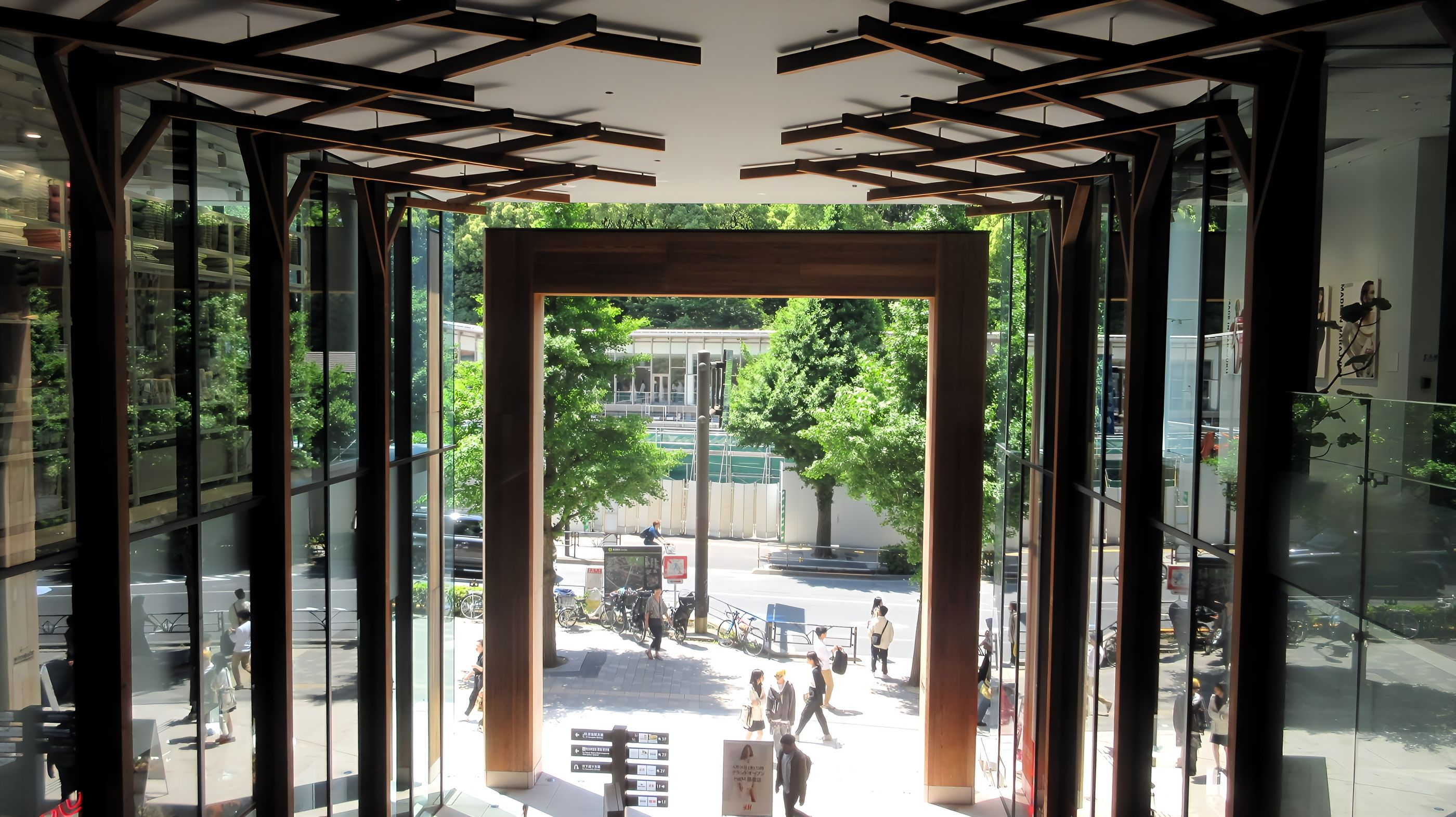
メインエントランス 原宿駅方向
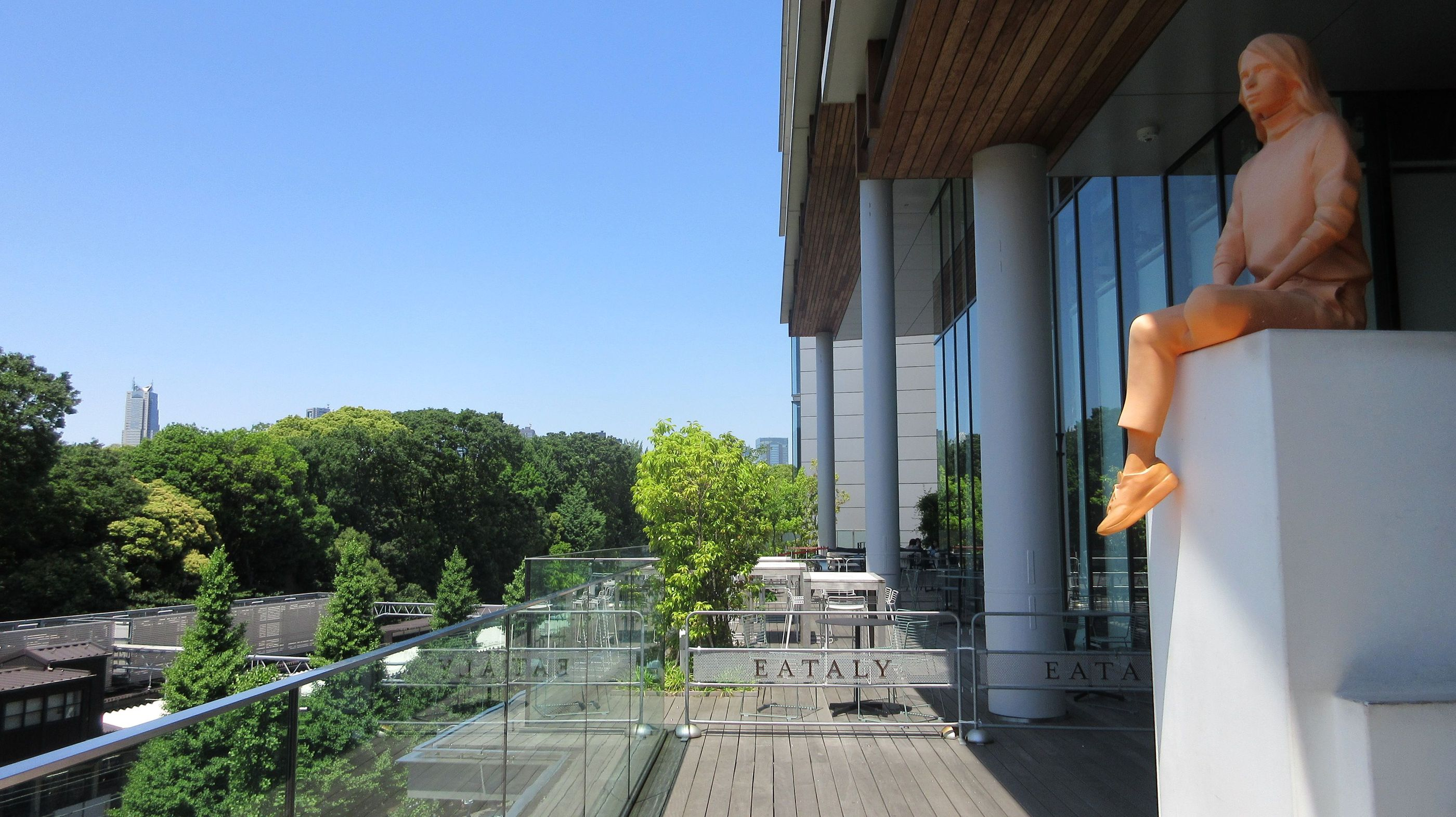
3階テラスの原宿駅側
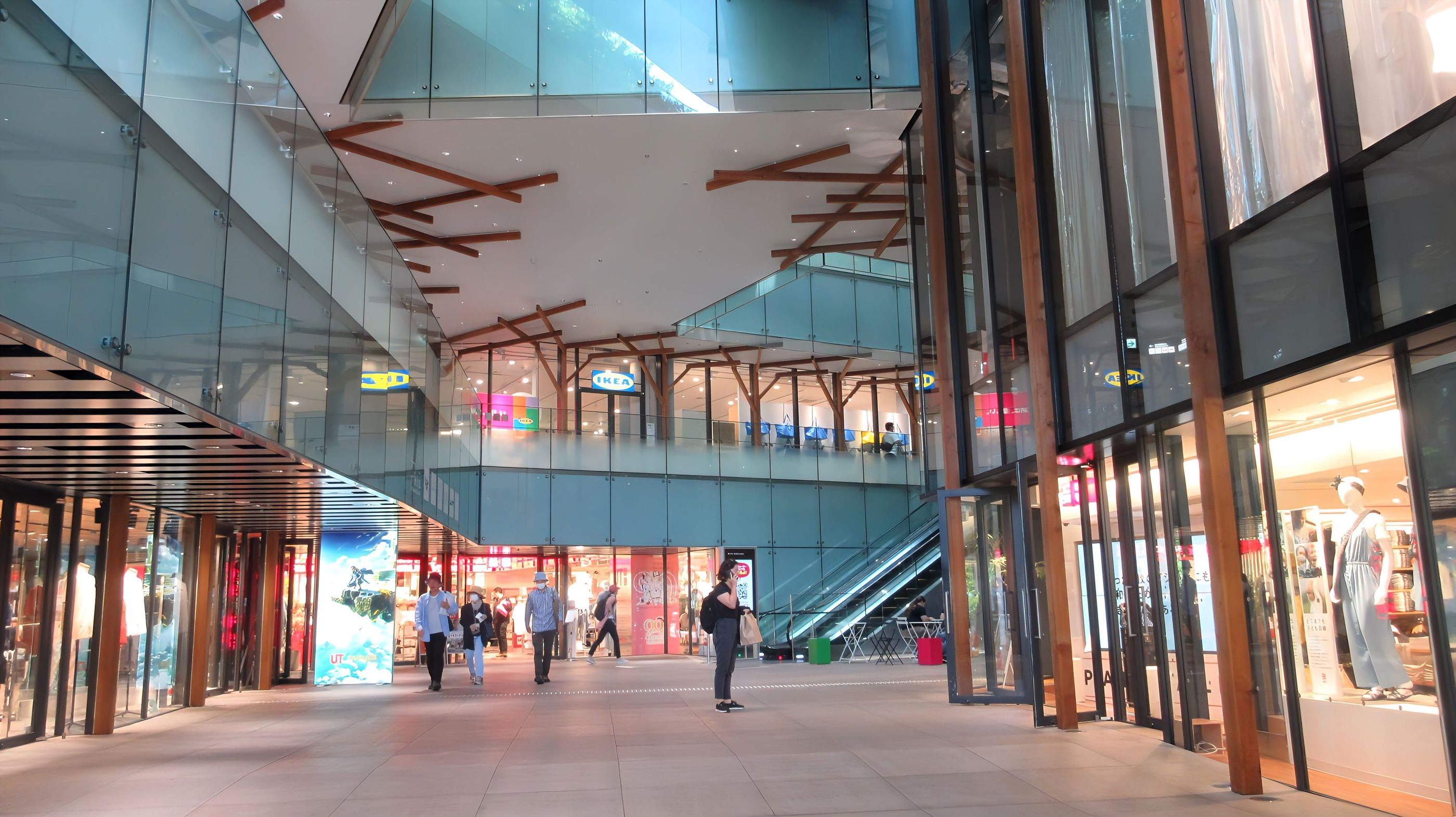
地下一階のストリート
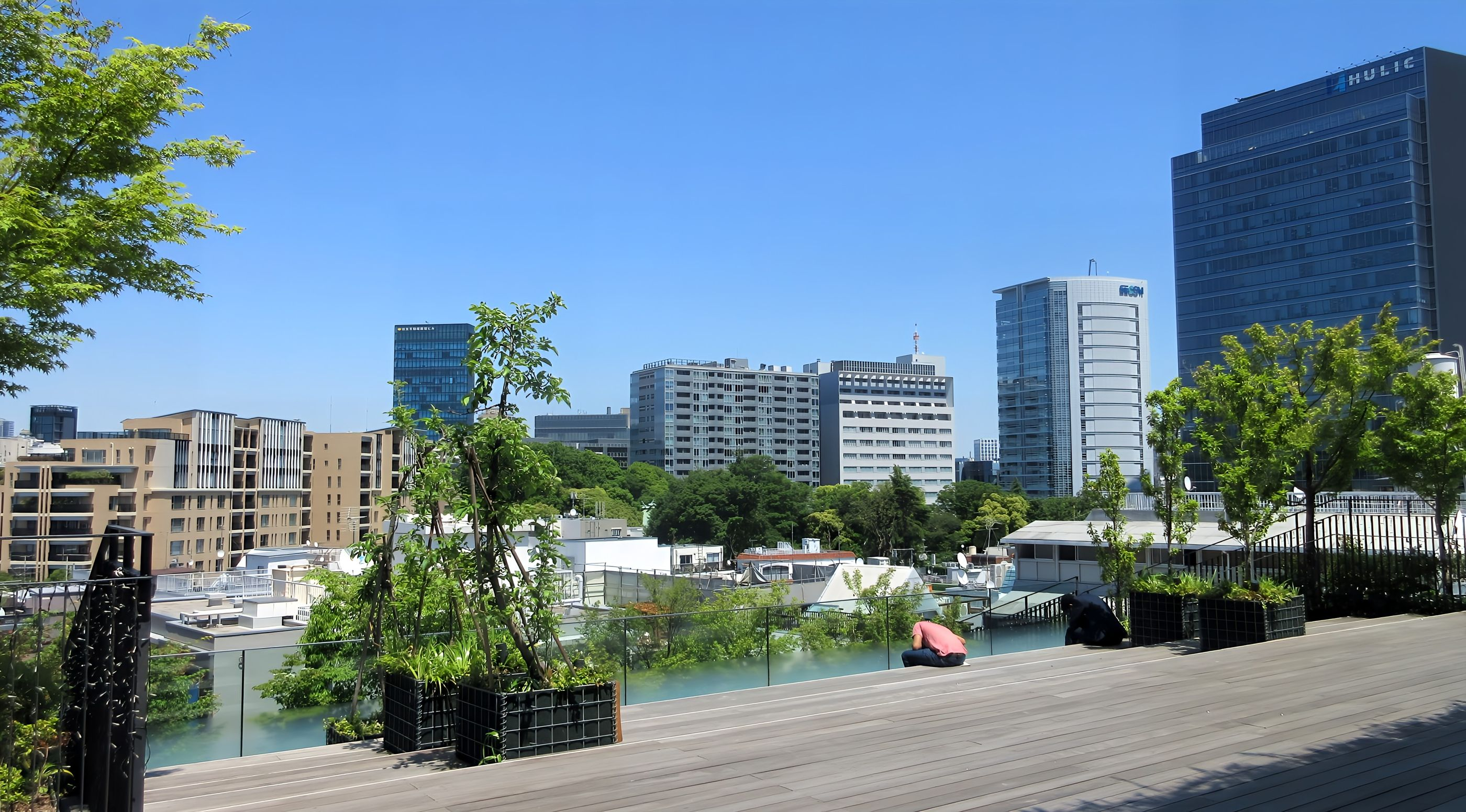
広場 WITH HARAJUKU PARK

### WITH HARAJUKU RESIDENCE
高層部の集合住宅は中廊下を挟んで東西面に計53戸を配し、優れた眺望を有している。4階のラウンジはひとりでリラックスした時間を過ごしたり、友人や仕事仲間を迎えたりするサードプレイスになることを目的として計画された。
住戸は5.4mスパンのバルコニーから見える眺望を最優先した平面プランとし、バルコニーの柱型に給排気・ガス給湯器・空調室外機を内蔵することで、格子状のファサードによってシンプルに切り取られた景色を室内から楽しむことができる。